# Energy 52
Energy 52 fue un proyecto musical de trance liderado por el DJ y productor alemán Paul Schmitz-Moormann (Kid Paul). Contó con el respaldo del músico Harald Blüchel (también conocido como Cosmic Baby), quien colaboró en la producción, composición y remezcló de varias producciones del proyecto.
A principios de la década del '90 lanzaron una serie de producciones a través de Eye Q, el sello alemán de Sven Väth, Matthias Hoffmann y Heinz Roth. Entre ellos se encontraba el sencillo «Café del Mar» lanzado en 1993, nombre inspirado en la legendaria discoteca ibicenca. Ninguno de ellos tuvieron repercusión, hasta que en 1997, la discográfica británica Hooj Choons relanzó el sencillo con varios remezclas, incluyendo la realización de un vídeo musical basado en la remezcla de Three 'N One para promocionar el sencillo. En sus diversas ediciones, logró ingresar en las listas de Alemania, Suiza Irlanda y el Reino Unido. Este es considerado una de las canciones más reconocidas de la música trance de todos los tiempos y cuenta con una gran cantidad de versiones creados desde el 1993 hasta la fecha. En abril de 2011, la canción fue elegida como número uno por los oyentes de BBC Radio 1 en una votación por los 20 mejores Temas Dance de los últimos 20 años emitida por el programa radial de Pete Tong.

## Sencillos
- 1991: Expression / Eternity / The Bassline
- 1991: State Of Mind
- 1993: Weak
- 1993: Café del Mar